# Der Teufelshauptmann
Der Teufelshauptmann (englisch She Wore a Yellow Ribbon ‚Sie trug ein gelbes Band‘) ist ein US-amerikanischer Western von John Ford aus dem Jahr 1949. Nach dem Vorgängerfilm Bis zum letzten Mann war der Farbfilm Der Teufelshauptmann der zweite Teil seiner später so genannten Kavallerie-Trilogie (als dritter Teil folgte Rio Grande im darauffolgenden Jahr). Dem Drehbuch lagen die Erzählungen War Party und The Big Hunt von James Warner Bellah zugrunde. Die beiden Geschichten waren im Sommer 1948 in der „Saturday Evening Post“ erschienen und können nur als grober Leitfaden für den späteren Film angesehen werden. Als ziemlich blutige Kriegsgeschichten lassen sie all jenen Romantizismus vermissen, der Fords Film charakterisiert. Bellahs Geschichte beginnt mit den Worten: „One week in the life of Captain Nathan Brittles.“

## Handlung
Hauptmann Nathan Brittles ist Offizier in dem kleinen und eher unbedeutenden Fort Starke im Westen der Vereinigten Staaten. Er steht kurz vor seiner Pensionierung und sieht einer ungewissen Zukunft außerhalb einer Armee entgegen, die für ihn zur Heimat geworden ist. Brittles verlor Frau und Töchter – der Film lässt den Zuschauer allerdings über Umstände und Hintergründe dieses Verlusts im Unklaren. In seinem Büro hat Brittles Bilder der verstorbenen Frau und Töchter platziert, umwickelt von einem gelben Band. Brittles am nächsten steht der ungefähr gleichaltrige Sergeant Quincannon, ein Amerikaner irischer Herkunft, dessen Schlagkraft und Durst gleichermaßen gefürchtet sind.
Brittles Vorgesetzter, Major Allshard, der Kommandeur des Forts, fürchtet angesichts bevorstehender Konflikte mit Indianern um das leibliche Wohlergehen seiner Frau und der bei ihnen lebenden Nichte, der attraktiven Olivia Dandridge. Diese wird heftig von zwei sich befehdenden Jungoffizieren, Oberleutnant Cohill und Leutnant Penell, umworben. Sie trägt ein gelbes Band im Haar, um zu signalisieren, dass ihr Herz vergeben ist (Tradition bei der Kavallerie), lässt die beiden Bewerber allerdings im Unklaren, wem von beiden sie zugetan ist. Als Brittles, den Miss Dandridge als väterlichen Freund ansieht, sie diesbezüglich befragt, erwidert sie, sie trage das Band natürlich seinetwegen. Brittles quittiert dies mit einem Lächeln.
Brittles, der zu seiner letzten Patrouille auszieht, bekommt von Allshard den Auftrag, beide Damen zur nächsten Postkutschenstation zu bringen. Von dort sollen sie nach Osten in sicherere Gefilde reisen. Die Patrouille findet die Station völlig zerstört vor, die Bewohner wurden bis auf zwei Kinder, einen Jungen und ein Mädchen, getötet. So muss Brittles die Damen zurück zum Fort begleiten. Die resolute, trinkfeste und lebenstüchtige Mrs. Allshard erweist sich als tatkräftige Hilfe bei der Operation eines schwer verwundeten Soldaten im fahrenden Planwagen. Zur Deckung des Rückweges muss Leutnant Cohill mit einer kleinen Einheit zurückbleiben.
Nachdem Damen und Verwundete glücklich ins Fort zurückgebracht worden sind, wird Brittles wegen der unmittelbar bevorstehenden Pensionierung gegen seinen Willen von der Aufgabe entbunden, das Kommando Cohill zu entsetzen. In einer zeremoniellen Szene wird dem scheidenden Befehlshaber von der Truppe als Abschiedsgeschenk eine Taschenuhr überreicht, die Brittles aufgrund der nachlassenden Sehkraft etwas schamhaft mit seiner Brille in Augenschein nimmt.
Statt seiner bekommt ausgerechnet Cohills Konkurrent Leutnant Penell das Kommando über die Entsatzeinheit. Brittles, der Penell als mit der Aufgabe überfordert ansieht, ihn gar als Baby in Uniform bezeichnet, reitet in Räuberzivil dem Kommando hinterher. Da ihm noch wenige Stunden bis zur Pensionierung verbleiben, übernimmt er seine Position als Hauptmann erneut, ohne seinen Vorgesetzten darüber zu informieren, sichert seine Truppe aber mit einem schriftlichen Befehl gegen ein eventuell nachfolgendes Kriegsgerichtsverfahren ab. Von seinen Männern wird seine Rückkehr mit Jubel begrüßt. Brittles fordert die Truppe zum Stillhalten auf und reitet selbst in das Lager der Indianer, um mit seinem alten Widersacher, Häuptling Pony That Walks, zu verhandeln. Dieser befindet sich in einer ähnlichen Situation wie Brittles. Er verfügt zwar noch über einige Autorität, hat aber die praktische Befehlsgewalt über die jungen Wilden, die von Red Shirt angeführt werden, verloren.
Zur Truppe zurückgekehrt entwickelt Brittles einen Plan, wie die drohende kriegerische Auseinandersetzung ohne Blutvergießen vereitelt werden kann. Diesen Plan umsetzend treibt man nachts die Indianerpferde aus dem Lager und dann zurück zum Reservat. Am darauf folgenden Tag sieht man die Indianer zu Fuß und friedlich in ihr Reservat zurückkehren.
Brittles klärt während dieses letzten Einsatzes auch seine Nachfolge. Der aus dem Osten stammende Pennell ist finanziell unabhängig und nicht darauf angewiesen, als Soldat Karriere zu machen. Er denkt über seinen Abschied nach und würde gerne die ebenfalls aus dem Osten kommende Miss Dandridge als Ehefrau mit in die Heimat nehmen. Demgegenüber weist der aus dem Westen stammende Cohill als designierter Kommandeur bereits mehr Dienstjahre auf als Pennell und ist damit bereits intensiver mit der Armee verwachsen. Doch im Streit um Miss Dandridge zeigt sich Cohills fehlende Reife. Unter Brittles Führung werden am Ende dennoch beide Offiziere in ihre zukünftigen Rollen eingeführt. Der Kommandeur vertraut Cohill, den er in einer Schlüsselszene beim Vornamen nennt und ihn dann als „son“ bezeichnet, ein kleines, wichtiges Kommando an, um eine Furt zu überwachen. Pennell wird dagegen durch Brittles an die Armee gebunden, indem er diesem während des Einsatzes Kautabak reicht und ihn fragt, ob dieser immer noch seinen Dienst quittieren möchte, was Pennell unter dem Eindruck der Ereignisse verneint. Der junge Leutnant übernimmt letztendlich das Kommando über Brittles Truppe und löst Cohills Leute an der Furt ab.
Brittles sieht seine Aufgabe bei der Armee nun als erfüllt an und findet sich damit ab, als Zivilist gen Westen zu reiten. Ihm wird jedoch, quasi in letzter (Film-)Minute, der beste Reiter des Forts, Sergeant Tyree, mit einem Telegramm nachgesandt, das vom Präsidenten Grant unterzeichnet ist. Das Schreiben verkündet Brittles Ernennung zum Inspekteur der Kavallerie im Rang eines Oberstleutnants, womit er den Dienstgrad Major überspringt. Der Film endet mit einem großen Fest, das die Garnison zu Ehren des zurückgekehrten Brittles veranstaltet. Pennell akzeptiert dort mit den Worten „I understand“ das Bekenntnis von Miss Dandridge zu Cohill. Die beiden werden eine Soldatenehe führen. Brittles Weg hingegen führt an den Tanzenden vorbei zum Grab seiner Familie, während sich auch Pennell vom Fest abwendet und einsam seinem bisherigen Kommandeur nachsieht.

## Hintergründe
- Zeitlich wird die Handlung des Films in dem Zeitraum kurz nach der Schlacht am Little Big Horn, in den Sommer 1876,[3] verortet, wobei ein Abreißkalender, in dem der Hauptmann die ihm noch verbleibenden Diensttage in der Armee abstreicht, keine konkretisierenden Monatsnamen enthält. (1876 gab es nur 2 Monate, die an einem Mittwoch begannen: März und November. Die Schlacht am Little Big Horn war am 25. Juni 1876. Der November hat jedoch nur 30 Tage. Ergo ist der im Film verwendete Kalender falsch.)[2]
- Die Verabschiedungsszene, in der Brittles die Taschenuhr erhält, ist auch der einzige Anlass im Film, bei dem Brittles eine vorschriftsmäßige Uniform mit Waffenrock trägt und das 1872 eingeführten Käppi aufhat, bei dem das Regimentsabzeichen vorne, auf Stirnhöhe, getragen wird. Da der Film eigentlich kurz nach 1876 verortet wird, müssten die Soldaten noch den schwarzen, 1872 eingeführten Campain Hat tragen. Im Film wird indes bereits durchweg das sandfarbene Modell, das 1883 eingeführt wurde, gezeigt, während die sonstige Uniformierung noch eher den Regularien der frühen 1860er Jahre entspricht.
- John Ford bezeichnete den Teufelshauptmann als einen schönen und traurigen Film.
- Die Produktionskosten fielen trotz der Nutzung des Technicolor-Farbverfahrens geringer aus als bei „Fort Apache“, dem in schwarz-weiß gedrehten ersten Film der Trilogie, da mit John Wayne diesmal lediglich ein Kinostar verpflichtet worden war. Zudem wurde die Drehdauer auf lediglich 31 Tage – von Ende Oktober bis Anfang Dezember 1948 – begrenzt, was dem Filmverleih, der RKO Pictures, die auch für die Sicherung der Finanzierung verantwortlich zeichnete, eine Kostenersparnis von rund einer halben Million Dollar einbrachte.[2]
- Schlussendlich wurde die Produktion für 1.851.291 Dollar abgedreht, wobei die Schauspieler mit insgesamt 218.942 Dollar zu Buche schlugen. Neben Wayne, der eine Pauschale von 100.000 Dollar erhielt, kam Victor McLaglen auf die zweithöchste Gage. Er spielte fünf Wochen für 7000 Dollar pro Woche. In den sechs Wochen, die Mildred Natwick eingesetzt wurde, kam sie auf eine Wochengage von 2250 Dollar, und Joanne Dru erhielt in den achteinhalb Wochen ihrer Spielzeit 1250 Dollar pro Woche. George O’Brien hingegen erhielt für seine achtwöchige Tätigkeit wöchentlich 1875 Dollar.[2]
- Trauer und Wehmut durchziehen den sentimentalsten[4] aller Ford-Western, dessen Leitmotiv das Abschiednehmen ist. Die Perspektive des Films ist ein Zurückblicken, wobei allerdings die so wehmütig betrauerte Vergangenheit an keiner Stelle des Films erläuternd in Szene gesetzt wird. Place beschreibt dies als inszenatorisches Element, mit dem der idealisierten Vergangenheit größeres emotionales Gewicht verliehen werde, als ihr bei realistischer Darstellung der Ereignisse zukommen könne.[5]
- Bei Ford steht bei den beiden für viele seiner Filme typischen Motiven von Gemeinschaft und Familie das Wort „Opfer“ im Vordergrund. Neben dem Opfer des eigenen Lebens wird beim Teufelshauptmann der freiwillige Verzicht eines Menschen auf eine Familie und das damit verbundene persönliche Glück hervorgehoben. Captain Brittles lebt und arbeitet nach dem Tod seiner Familie nur noch platonisch für die Gemeinschaft seiner Truppe,[6] für ihn eine Art Ersatzfamilie.[7] Sein junger Nachfolger, der aus dem Osten stammende Leutnant Pennell, hat sich sogar noch vor der Gründung einer eigenen Familie dazu entschlossen, das persönliche Glück der militärischen Pflicht zu opfern,[6] wobei er zu diesem Schritt erst durch persönliche Auseinandersetzungen mit seinem Konkurrenten, dem aus dem Westen kommenden Leutnant Cohill, bereit wird.[7] Der deutsche Filmemacher Hartmut Bitomsky sprach in diesem Zusammenhang davon, dass bei Ford „die Übernahme einer gesellschaftlichen Aufgabe ... immer in Konjunktion mit dem Verzicht auf eine Frau“ stehe.[8] Das durch den Katholizismus geprägte Zölibat ist ein Charakterzug, den viele Figuren bei Ford tragen.[9] Obwohl der Held des Westerns, Captain Brittles, durch seinen Führungsstil und den Verzicht auf weiteren Nachwuchs zum amerikanischen gesellschaftlichen Außenseiter geworden ist,[10] was sich bei ihm und der von ihm geführten Truppe auch in dem zumeist nicht vorschriftsmäßigen Aufzug ohne Uniformrock zeigt, leistet er seinen Teil am Aufbau der amerikanischen Zivilisation, der er insbesondere durch die Fahne und die damit verknüpften Werte verbunden ist. Sein Nachfolger, Leutnant Pennell, hingegen leistet sich keine Abweichung von der vorgeschriebenen Uniformierung, ist aber, wie genannt, ebenfalls zu den höchsten gesellschaftlichen Opfern bereit, um seinen Dienst als Offizier zu leisten.
- Die in der Filmkritik überaus positiv rezipierten Darstellungen und Landschaftsaufnahmen des Films sollten sich nach den Intentionen des Regisseurs John Ford bewusst an die Bilder des US-amerikanischen Westens anlehnen, die durch den Maler Frederic Remington überliefert wurden. Der Historiker Tag Gallagher zitiert Ford folgendermaßen: „I think first as a cameraman“ (Ich denke zuerst wie ein Kameramann).[11]
- Die Außenaufnahmen des Films wurden im Monument Valley gedreht, das damit endgültig als John-Ford-Country etabliert wurde.
- Die Szene mit dem schlafenden Hund, der sich vor der angetretenen Kompanie niedergelassen hat, wurde improvisiert. Es handelte sich um einen Indianerhund, der sich während der Dreharbeiten zufällig dorthin verirrt hatte. Die Aufnahmen mussten mehrfach wiederholt werden, weil McLaglen den Hund wiederholt als Cocker-Spaniel bezeichnete.
- Frank McGrath, der als Trompeter markant ins Bild gerückt wurde, gehörte ebenso wie Michael Dugan (Sgt. Hochbauer) und die Darsteller einiger kleinerer Nebenrollen zum Stunt-Team des Films. McGrath nahm neben der Rolle als Trompeter eine weitere Darstellerrolle ein, als Indianer.
- Die Filmfigur des ehemaligen Südstaaten-Brigadegenerals Brome Clay, der als Corporal John Smith Dienst tat und von seinem ehemaligen Untergebenen Tyree identifiziert wurde, kann auch als Hinweis auf den Vorgängerfilm Bis zum letzten Mann gesehen werden, wo die Herabstufung ehemaliger Bürgerkriegsoffiziere thematisiert wurde.
- Fords idealisiertes Bild der Armee, hier der Kavallerie, als integrierende, heimatgebende Gemeinschaft wird in diesem Film auffällig auch durch die Namen einiger Filmfiguren zum Ausdruck gebracht. Neben Südstaatlern wie Tyree oder den irischstämmigen Quincannon und O’Laughlin (Regimentsarzt) fallen besonders die deutschstämmigen Namen auf, ein Unteroffizier heißt Hochbauer, der Schmied heißt Wagner, sein Gehilfe Fritz. Da Fords Eltern selber Einwanderer aus Irland waren, wird der irische Herkunftsaspekt erklärbar. Dieser Tatsache tragen der in den Originalfilmen vielfach hörbare irische Akzent, teils aber auch nur die irischstämmigen Protagonistennamen Rechnung. Besonders der Blick auf den Zusammenhalt der Familie und die katholische Religiosität sind Ausdruck von Fords Wertschätzung irischer Traditionen. Daneben finden sich ebenfalls zum Irlandbild gehörende Trinkerfiguren, derber Humor und Sentimentalitäten.[12]
- Ben Johnson hatte nicht nur als Filmfigur Sergeant Tyree das Image des besten Reiters des Regiments, sondern auch außerhalb des Films galt er als der beste Reiter Hollywoods. Als er für seine Darbietung in Die letzte Vorstellung einen Oscar erhielt, führte er mit Stolz an, er sei der erste echte Cowboy, der je einen Oscar bekommen habe.
- Ein beträchtlicher Teil des Drehbuchs wurde von Ford selbst mitverfasst. Davon zeugen unter anderem einige im Drehplan von Ford vorgenommene handschriftliche Anmerkungen, die sich bei den von einem erklärenden Sprecher über bestimmten Filmszenen wiedergegebenen Worten finden lassen.[13]
- Neuere Untersuchungen stellten den ethischen Konflikt im Teufelshauptmann heraus. So wird Captain Brittles vor einen für ihn nicht lösbaren Gewissenskonflikt gestellt, der ihn bei der Vermeidung eines Indianerkrieges vor die beiden Optionen stellt, den klaren Forderungen der Armee nachzukommen oder seiner persönlichen Intuition zu folgen.[14]
- Rätselhaft bleibt, warum RKO den Film erst fast ein Jahr nach Drehschluss in den Verleih genommen hat. Es wurde spekuliert, ob interne Probleme der Firma die Ursache waren, wobei die Unterlagen von John Ford keinerlei Anhaltspunkte liefern. Allein in den USA spielte der Teufelshauptmann  2,5 Millionen Dollar ein. Weltweit kamen nochmals 2,7 Millionen Dollar dazu. Die frühen Filmkritiken hoben insbesondere die visuellen Qualitäten dieser Arbeit hervor.[2]

## Synchronisation
Die deutsche Fassung entstand 1954 in den Ateliers der Simoton Film GmbH in Berlin. Für Dialogbuch und Synchronregie zeichnete Richard Busch verantwortlich. Wie bei so vielen Western war der vom deutschen Filmverleih vergebene Name absolut unsinnig und bezeugt bestenfalls Unverständnis der dafür Verantwortlichen für Handlung und Aussagen des Films. Die Hauptfigur Captain Brittles ist alles andere als ein Teufelshauptmann.
| Rolle                   | Darsteller      | Synchronsprecher    |
| ----------------------- | --------------- | ------------------- |
| Captain Nathan Brittles | John Wayne      | Wilhelm Borchert    |
| Olivia Dandridge        | Joanne Dru      | Marianne Prenzel    |
| Top Sergeant Quincannon | Victor McLaglen | Eduard Wandrey      |
| Sergeant Tyree          | Ben Johnson     | Heinz Engelmann     |
| Leutnant Cohill         | John Agar       | Horst Niendorf      |
| Leutnant Penell         | Harry Carey     | Klaus Schwarzkopf   |
| Mrs. Abby Allshard      | Mildred Natwick | Ursula Krieg        |
| Major Allshard          | George O’Brien  | Hans-Albert Martens |
| Dr. O’Laughlin          | Arthur Shields  | Hans Hessling       |
| Corporal Quayne         | Tom Tyler       | Friedrich Joloff    |
| Springender Fuchs       | John Big Tree   | Walter Werner       |

## Rezeption
- Der Teufelshauptmann war der erklärte Lieblingsfilm des US-amerikanischen Generals Douglas MacArthur. Der wollte in der Hauptfigur Captain Brittles sein Ebenbild erkannt haben. Er flocht regelmäßig Zitate aus diesem Film in seine öffentlichen Reden ein.[17]
- Vor allem Michael Hanisch weist darauf hin,[18] dass die traurig-wehmütige Abschiedsstimmung des Films wie auch die Inszenierung der Indianer den Spätwestern der 1960er und 1970er Jahre vorwegnehme.

## Kritiken
- „She wore a yellow ribbon ist mehr eine Symphonie für die Ohren und ein Gemälde für die Augen als eine Erzählung für den Kopf. Gefühle von Sehnsucht und Verlust, von einer besseren Vergangenheit, von der Würde der vorbeimarschierenden Männer werden durch die Töne und Bilder des Films, nicht durch die Themen der Story vermittelt.“ (J. A. Place)[22]
- „Entgegen dem deutschen Titel geht es durchaus nicht um forsches Heldentum ohne Skrupel und Menschenachtung, entgegen dem amerikanischen Titel geht es auch nicht um eine Liebesromanze. Es geht vielmehr um den Lebensinhalt und den Lebenssinn eines Soldaten von Herz und Gewissen. Es geht ihm nicht um Ruhm und Triumph, sondern um die Erhaltung des Friedens auch da noch, wo keine Hoffnung mehr besteht.“ (Der evangelische Filmbeobachter[23])
- Thomas Jeier bezeichnete den Teufelshauptmann als den „wohl besten Film“ in John Fords „Trilogie über die amerikanische Kavallerie“.
- Nach Fertigstellung des Films bescheinigte Regisseur John Ford seinem Hauptdarsteller John Wayne: „You’re an actor, now! (Jetzt bist du ein Schauspieler!)“. Gemessen an Fords üblichem Umgang mit seinen Darstellern kann dies als Ausdruck höchsten Lobes angesehen werden. Die Darstellung eines mindestens 20 Jahre älteren, am Ende seiner Laufbahn befindlichen Mannes durch den damals 41/42-jährigen John Wayne wurde und wird weithin als seine (zumindest bis dahin) beste schauspielerische Leistung angesehen, nicht zuletzt auch von Wayne selbst. Filmkollege John Agar, der viele Szenen mit Wayne hatte, bezeichnete die Leistung Waynes als just brillant und meinte, sie habe zumindest eine Oscar-Nominierung verdient.[24]
- „Überdurchschnittlicher Farb-Wildwestfilm […] Schöne lyrische Bilder inmitten einer etwas monotonen Handlung, die Männlichkeit und militärische Tugend feiert.“ – 6000  Filme.  Handbuch V der katholischen Filmkritik, 1963[25]
- „Schlachtroß Wayne in seiner vermutlich unaufdringlichsten, sympathischsten Rolle; McLaglen zettelt eine der humorigsten Saloonprügeleien an (…).“ (Wertung: 3½ von 4 möglichen Sternen – außergewöhnlich) – Adolf Heinzlmeier und Berndt Schulz, Lexikon „Filme im Fernsehen“, 1990[26]
- „John Wayne has never been better than in this beautifully crafted film with its masterful Ford imprint and a landscape worthy of a fine Remington painting.“[27] (John Wayne war niemals besser als in diesem wundervollen, kunstvoll inszenierten Film, geprägt von Fords Meisterhand, ausgestattet mit Landschaftsaufnahmen, die den schönsten Bildern Remingtons ebenbürtig sind) (Fagen)
- „Es ist kein Zufall, dass dieser Film zugleich visuell der schönste, auf einer emotionalen Ebene sicherlich der sentimentalste Western John Fords ist.“[28]

## Auszeichnungen
- 1950: Oscar für die beste Farbfotografie an Winton C. Hoch

Regisseur Ford rückte die Oscar-Vergabe für seinen Kameramann ins rechte Licht, indem er von „viel Ärger“ mit diesem berichtete. Der Kameramann habe ihm wiederholt schriftlich gegeben, dass er Fords Anweisungen für völlig falsch halte. „Als wir die Unwetter-Szenen drehten, während eines echten Unwetters, erklärte er mehrfach, es könne überhaupt nichts auf dem Film sein. Er hat dann den Oscar für die Fotografie dieses Films bekommen.“
- 1950: Nominierung der Writers Guild of America für den besten amerikanischen Western an Frank S. Nugent und Laurence Stallings